# Mecseknádasd
Mecseknádasd (in tedesco Nadasch, in croato Nadoš) è un comune dell'Ungheria di 1.660 abitanti (dati 2001) situato nella contea di Baranya, nella regione Transdanubio Meridionale.